# Рябиновка (Новокузнецький район)
Ряби́новка (рос. Рябиновка) — селище у складі Новокузнецького району Кемеровської області, Росія. Входить до складу Сосновського сільського поселення.

## Населення
Населення — 10 осіб (2010; 24 у 2002).
Національний склад (станом на 2002 рік):
- росіяни — 100 %